# Ulysse Hanotte
Pour les articles homonymes, voir Hanotte.
 (août 2017).
 Ulysse Clément Joseph Hanotte (Pâturages, 10 juin 1901 - Pâturages, 13 septembre 1962) est un enseignant, un syndicaliste et homme politique socialiste wallon du Parti socialiste belge (PSB).

## Biographie
Enseignant de formation, il commence sa carrière comme instituteur avant de devenir inspecteur dans l’enseignement officiel. Résistant durant la seconde guerre mondiale,  il fait son entrée au conseil communal de Pâturages en 1947.  Il est élu échevin de sa commune le 12 septembre 1949 à la suite de la démission du collège échevinal du Dr Edgard Pépin, fils de l’ancien bourgmestre Louis Pépin. 
Ulysse Hanotte dont la stature et la voix imposante impressionnaient tant ses interlocuteurs fut délégué syndical du secteur « enseignement » de la Centrale générale des services publics (C.G.S.P.) de la FGTB, il est élu vice-président de la régionale de Mons-Borinage de la CGSP en 1955 puis de la régionale de la FGTB. Le 17 novembre 1960, 68 militants wallons permanents de la F.G.T.B. se réunirent à Charleroi. L'ordre du jour portait seulement un examen des problèmes relatifs à la gestion ouvrière. Mais une motion d'ordre présentée par Ulysse Hanotte proposa de transformer le but de la réunion. Sa motion souhaitait un examen de la situation économique et sociale de la Wallonie et une étude de nos moyens d'action tant contre la loi unique que pour des réformes de structure. Cette réunion posa les bases de la constitution le 23 décembre 1960 à Namur du comité de coordination des régionales wallonnes de la FGTB présidé par André Renard qui se chargera de la conduite du mouvement en Wallonie lors de la grève générale de l'hiver 1960-1961. Ulysse Hanotte y représenta la régionale de Mons-Borinage de la FGTB.
Quelques semaines après la fin de la grève, le 5 avril 1961, le conseil provincial du Hainaut élit Ulysse Hanotte sénateur provincial. Il n’aura guère le temps de prendre part aux travaux de la chambre haute, il décède d’une crise cardiaque  le 13 septembre 1962, il est remplacé comme sénateur provincial par Gilbert Lemal.